# Parophryoxus tubulatus
Parophryoxus tubulatus är en kräftdjursart som beskrevs av Doolittle 1909. Parophryoxus tubulatus ingår i släktet Parophryoxus och familjen Macrothricidae. Inga underarter finns listade i Catalogue of Life.